# Evergestis politalis
Evergestis politalis ist ein Schmetterling aus der Familie der Crambiden (Crambidae).

## Merkmale
Die Falter haben eine Flügelspannweite von 20 bis 28 Millimeter. Kopf und Körper sind satt kaffeebraun gefärbt und nur manchmal fahler. Die Zeichnung ähnelt der von Evergestis marionalis, nur die innere braune Querlinie ist häufig unvollständig. Die Querlinien sind stärker gezähnt oder eingekerbt. Im Mittelfeld ist die Aderung violettbraun, im Subterminalfeld ist sie dunkel hervorgehoben, wenn dieses deutlich ausgeprägt ist. Die Hinterflügel glänzen dunkel, haben eine deutliche schmale äußere Querlinie und normalerweise einen breiten, subterminalen Schatten. Eine feine dunkle Saumlinie ist nur gelegentlich sichtbar. Die Fransenschuppen sind ebenso gefärbt wie der subterminale Schatten. Die Flügelunterseiten glänzen und die Zeichnung der Oberseiten schimmert durch.
Die in Sizilien und in Nordafrika vorkommenden Unterart Evergestis politalis bifascialis (Guenée, 1849) (= dispersalis ) ist größer und das Mittelfeld der Vorderflügel ist hellgelb. Das Wurzelfeld und die äußeren Bereiche sind braun, deutlich blaugrau getönt und mit der undeutlichen Zeichnung typischer Evergestis politalis-Exemplare versehen. Die Hinterflügel und die Unterseiten sind schwächer gefärbt und filigraner gezeichnet als E. politalis.
Der Uncus verjüngt sich und hat eine stumpfe Spitze, die mit einigen blattartigen Borsten versehen ist. Der Gnathos ist 0,3 mal so breit wie der Uncus und ist mit sehr kleinen stumpfen Zähnen versehen, die verstreut in der distalen Hälfte liegen. Die Valven sind breit, parallelwandig und haben einen schräg abgerundeten Apex. Das Klammerorgan (Clasper) besteht aus einer schwachen Wulst, an die ein Bereich langer, zur Basis gerichteter Borsten angrenzt. Der Phallus ist schlank und auf dem distalen Teil befindet sich eine trichterförmige Öffnung, die zwei Gruppen mit drei bzw. zwei Cornuti und ein Paar kleine bürstenartige Bereiche enthält.
Bei den Weibchen ist das Corpus bursae breit, eiförmig und asymmetrisch. Die Signa sind sehr klein und liegen gegenüber dem Ursprung des Ductus bursae verteilt. Der Ductus bursae hat eine breite Basis und verjüngt sich. Vor dem schmalen Colliculum ist er aufgewickelt.

## Ähnliche Arten
Ähnliche Arten sind Evergestis dumerlei, Evergestis marionalis und Evergestis marocana (siehe dort).

## Verbreitung
Evergestis politalis ist in Süd-, Mitteleuropa, Nordafrika (Algerien, Marokko, Tunesien), Zentralasien, Südwestasien und China verbreitet. In der Literatur wird die Art zwar für Deutschland genannt, es existieren dazu aber keine Belegexemplare. Die Art besiedelt geeignete Habitate von der Ebene bis ins Mittelgebirge und ist in Hanglagen, trockenen Brachen und auf sonnigen Hängen anzutreffen.

## Biologie
Die Raupen leben gesellig an der Basis verschiedener Kreuzblütler. Bevorzugt wird Glatt-Brillenschötchen (Biscutella laevigata). Die Raupen fressen im August an den Blättern und an der Stängelbasis. In Zentralspanien wurden die Raupen zwischen Februar und April auch an Lepidium subulatum gefunden. Bei diesem Nachweis kann es sich aber auch um Evergestis marocana oder Evergestis dumerlei gehandelt haben. Die Art bildet mindestens zwei Generationen pro Jahr, die Falter fliegen von Mai bis Juni und von September bis Oktober. Die Falter können am Tag aufgescheucht werden und kommen nachts ans Licht.

## Systematik
Aus der Literatur sind folgende Synonyme bekannt:
- Pyralis politalis [Denis & Schiffermüller], 1775
- Phalaena pictoralis Fabricius, 1794
- Pionea bifascialis Guenée, 1849
- Botys (Orobena) politalis var. dispersalis  Mann, 1859
- Orobena bicoloralis La Harpe, 1860

## Belege
1. 1 2 3 4 5 6 7 8  Barry Goater, Matthias Nuss, Wolfgang Speidel: Pyraloidea I (Crambidae, Acentropinae, Evergestinae, Heliothelinae, Schoenobiinae, Scopariinae). In: P. Huemer, O. Karsholt, L. Lyneborg (Hrsg.): Microlepidoptera of Europe. 1. Auflage. Band 4. Apollo Books, Stenstrup 2005, ISBN 87-88757-33-1, S. 92 (englisch).
2. 1 2  Patrice Leraut: Zygaenids, Pyralids 1. In: Moths of Europe. 1. Auflage. Volume III. NAP Editions, 2012, ISBN 978-2-913688-15-5, S. 196 (englisch).
3. ↑  Trusch et al.: Rote Liste und Gesamtartenliste der Spanner, Eulenspinner und Sichelflügler Deutschlands. In: M. Binot-Hafke,, S. Balzer, N. Becker et al. (Hrsg.): Rote Liste gefährdeter Tiere, Pflanzen und Pilze Deutschlands. 1. Auflage. Band 3: Wirbellose Tiere (Teil 1). Landwirtschaftsverlag, Münster 2011, ISBN 978-3-7843-5231-2, S. 328.
4. ↑  Evergestis politalis bei Fauna Europaea. Abgerufen am 8. Oktober 2013
5. ↑  Global Information System on Pyraloidea (GlobIZ). Abgerufen am 8. Oktober 2012.